# Neoparentia caudatus
Neoparentia caudatus är en tvåvingeart som först beskrevs av Van Duzee 1917.  Neoparentia caudatus ingår i släktet Neoparentia och familjen styltflugor.
Artens utbredningsområde är Kalifornien. Inga underarter finns listade i Catalogue of Life.